# 拉戈昂
拉戈昂是巴西南大河州的一个市镇。总面积383.658平方公里，总人口6389人，人口密度16.7人/平方公里。